# Твердий стік річок
Тверди́й стік рі́чки — сумарна кількість завислих і донних наносів за певний проміжок часу (як правило, за рік). Кількість наносів, які транспортуються водним потоком через живий переріз річки за одиницю часу, називається витратою наносів.